# Testul pilotului Pirx
Testul pilotului Pirx (în poloneză Test pilota Pirxa, în rusă Дознание пилота Пиркса, transliterat: Doznanie pilota Pirksa, în estonă Navigaator Pirx) este un film polono-sovietic din 1979, regizat de Marek Piestrak, care se bazează pe povestirea „Rozprawa - Ancheta” scrisă de Stanisław Lem și publicată în colecția sa de povestiri scurte Opowieści o pilocie Pirxie (Povestirile  pilotului Pirx). A fost adaptată pentru film de Vladimir Valuțki. Este o producție realizată de Zespoly Filmowe și Tallinnfilm. O parte din filmările de  studio au fost realizate la Studiourile de Film Dovjenko. 

## Rezumat
Pilotul spațial Pirx este trimis într-o misiune de testare a sondelor spațiale care urmează să fie plasate în divizia Cassini, un gol dintre inelele lui Saturn, în timp ce adevăratul obiectiv secret era să evalueze câțiva neliniari (androizi cu caracteristici „non-liniare”) pentru a stabili dacă pot fi folosiți ca viitori membri ai echipajelor unor zboruri spațiale. Are loc un dezastru și echipajul uman este la un pas de a fi ucis. La întoarcerea pe Pământ, are loc o anchetă care să stabilească dacă Pirx a fost responsabil pentru acest „accident”. Pirx descrie evenimentele și, până la urmă, s-a stabilit că unul dintre roboți a provocat defecțiunea unei sonde când a încercat să treacă prin divizia Cassini pentru a lansa sonda manual, o încercare care ar fi ucis membrii echipajului uman și care ar fi dovedit superioritatea celor neliniari față de oameni.
În această povestire, Lem prezintă ideea că ceea ce este perceput ca slăbiciune umană este de fapt un avantaj față de o mașină perfectă. Pirx învinge robotul pentru că un om poate ezita, poate lua decizii greșite, are îndoieli, dar un robot nu poate face așa ceva.

## Distribuție
- Serghei Desnitsky - comandant Pirx
- Aleksandr Kaidanovsky ca Tom Nowak, neurolog și cibernetician
- Vladimir Ivashov ca Harry Brown, al doilea pilot
- Tõnu Saar ca Kurt Weber, inginer nuclear
- Igor Przegrodzki ca McGuirr
- Boleslaw Abart ca Jan Otis, electronist
- Janusz Bylczynski ca judecător
- Mieczysław Janowski ca Mitchell
- Jerzy Kaliszewski ca Dr. Kristoff
- Zbigniew Lesien ca John Calder, primul pilot
- Ferdynand Matysik ca Green, directorul UNESCO

## Lansare
A fost lansat în anul 1980 și a avut parte de un succes comercial, fiind vizionat de 15,8 milioane de spectatori în cinematografele din Uniunea Sovietică.

## Primire
Filmul a fost distins cu marele premiu „Asteroidul de Aur” la Festivalul Internațional de Cinema de la Trieste din 1979.

## Vezi și
- 1979 în științifico-fantastic